# JUTH
JUTH (Jos University Teaching Hospital) — ныне не существующий нигерийский футбольный клуб из города Джоса, который играл в Нигерийской национальной лиге.

## История
Клуб играл на стадионе Рванг Пам, рассчитанном на 15 000 человек. В 2010 году, во время религиозных беспорядков в Джосе клуб сыграл некоторые домашние игры в городе Лафиа, штат Насарава.
После того, как JUTH избежал вылета из Нигерийской национальной лиги в 2013, было объявлено о роспуске клуба в связи с недостатком средств.

## Известные игроки
- Муса, Ахмед
- Кехинде Фатаи